# 巴爾達雷沃山

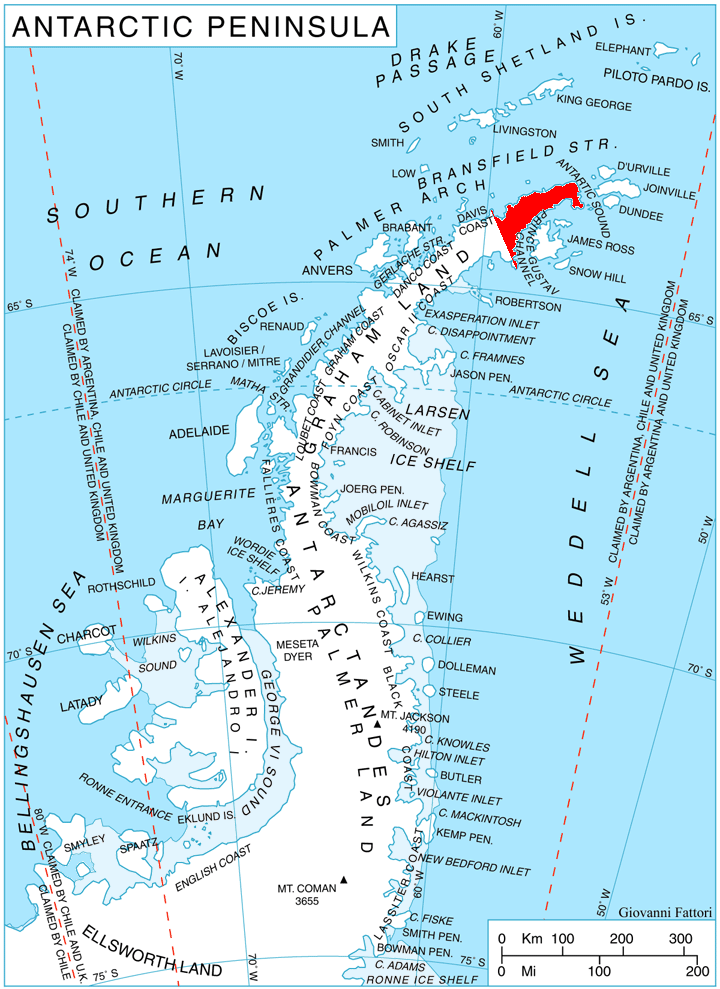

巴爾達雷沃山（英語：Bardarevo Hill）是南極洲的山丘，位於葛拉漢地，處於特里尼蒂半島，屬於馬雷斯科嶺的一部分，海拔高度660米，以保加利亞東北面的鄉鎮命名。

## 外部連結
- SCAR Composite Antarctic Gazetteer（页面存档备份，存于）.

63°30′58″S 58°31′53″W / 63.51611°S 58.53139°W